# Королівський музей коштовностей (Александрія)
Королівський музей коштовностей — художньо-історичний музей у єгипетському місті Александрія, в районі міста, що має назву Зізенія.
Розташований у колишньому палаці принцеси Фатми Аль-Захра. Зали музею містять цінну колекцію коштовностей та прикрас династії Мухаммеда Алі. Картини, статуї та декоративно-прикладне мистецтво XIX століття експонуються також у кімнатах та вестибюлях. Вперше музей був відкритий 24 жовтня 1986 року. Через кілька років реконструкції та розширення знову був відкритий у квітні 2010 року.

## Музей
У музеї зберігаються вироби мистецтва та ювелірні вироби династії Мухаммеда Алі і його нащадків, які правили Єгиптом майже 150 років з 1805 року до Єгипетської революції 1952 року. Після Революції 1952 року коштовності королівської родини зберігалися в безпеці і не виставлялись на показ. Указ президента Мубарака 1986 року оголосив палац принцеси Фатіми Аль-Захра в Александрії як спеціальний музей для зберігання цих історичних предметів.

## Дизайн палацу
Палац був побудований у 1919 році. Його стіни та стелі прикрашають олійні картини, які зображують різні історичні сцени та природні пейзажі. Сам палац являє собою архітектурний шедевр, розроблений за європейським зразком принцеси Фатіми з дядьком по материнській лінії, його спроєктував італійський архітектор, за проєктами якого збудовано також район Сиди Габер в Олександрії. Вікна палацу прикрашені свинцево-інкрустованими скляними творами, що зображують історичні сцени в європейському стилі. Палац оточений садами і займає площу 4 185 м², що робить його одним з найбільших музеїв Єгипту.